# Trachelopachys bidentatus
Espèce
Trachelopachys bidentatus est une espèce d'araignées aranéomorphes de la famille des Trachelidae.

## Distribution
Cette espèce est endémique de Bolivie,.

## Description
Le mâle holotype mesure 3,2 mm.
La femelle décrite par Platnick en 1975 mesure 7,63 mm.

## Publication originale
- Tullgren, 1905 : Aranedia from the Swedish expedition through the Gran Chaco and the Cordilleras. Arkiv för Zoologi, vol. 2, no 19, p. 1-81 (texte intégral).